# Juchnowiec Kościelny
Juchnowiec Kościelny – wieś w Polsce położona w województwie podlaskim, w powiecie białostockim, w gminie Juchnowiec Kościelny. 
Miejscowość jest siedzibą gminy Juchnowiec Kościelny oraz  rzymskokatolickiej parafii Świętej Trójcy.
W latach 1975–1998 miejscowość administracyjnie należała do województwa białostockiego.

## Położenie
Juchnowiec Kościelny jest położony w odległości 10 km od Białegostoku, w kierunku Bielska Podlaskiego (przez Hryniewicze). Dojazd z Białegostoku autobusem BKM linii 104, linii 22 lub autobusem PKS, oraz pociągiem REGIO do stacji Lewickie.

## Religia

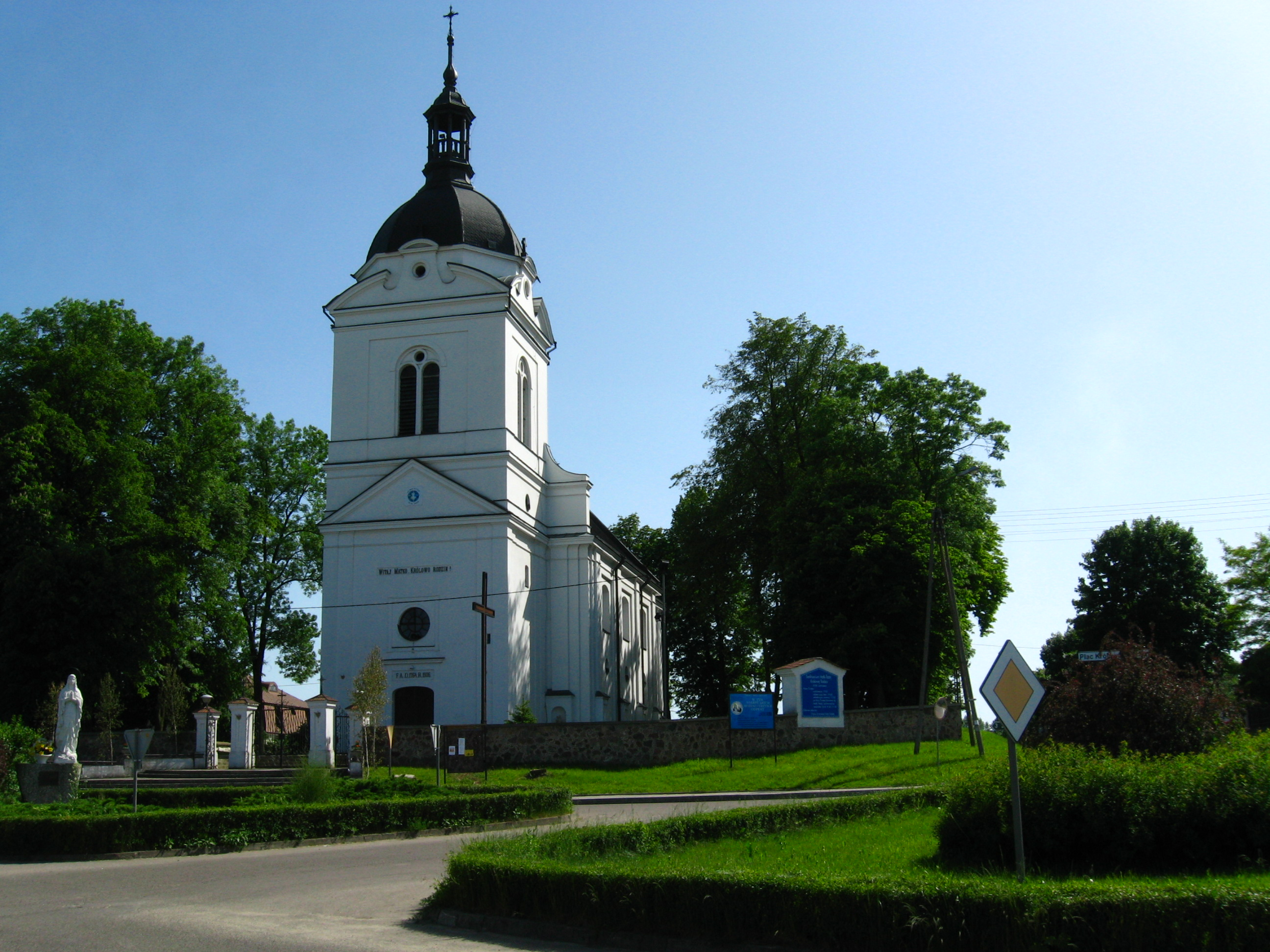
Kościół – sanktuarium w Juchnowcu

W dniu 12 listopada 1547 r., Stanisław Zachariaszewicz Włoszek podskarbi Wielkiego Księstwa Litewskiego uzyskał pozwolenie na erygowanie parafii rzymskokatolickiej, wybudowanie kościoła i ustanowienie proboszcza w Juchnowcu. On też był kolatorem pierwszej drewnianej świątyni pod wezwaniem Trójcy Świętej, Najświętszej Maryi Panny i Wszystkich Świętych.

W roku 1764 za czasów ks. proboszcza Jozafata Wołłosowicza rozpoczęto budowę nowego murowanego kościoła, do którego następnie przeniesiono obraz słynący łaskami. W roku 1997 kościół w Juchnowcu zaliczono jako sanktuarium do Archidiecezji Białostockiej, a słynący łaskami obraz MB Juchnowieckiej otrzymał tytuł Matki Bożej Królowej Rodzin.

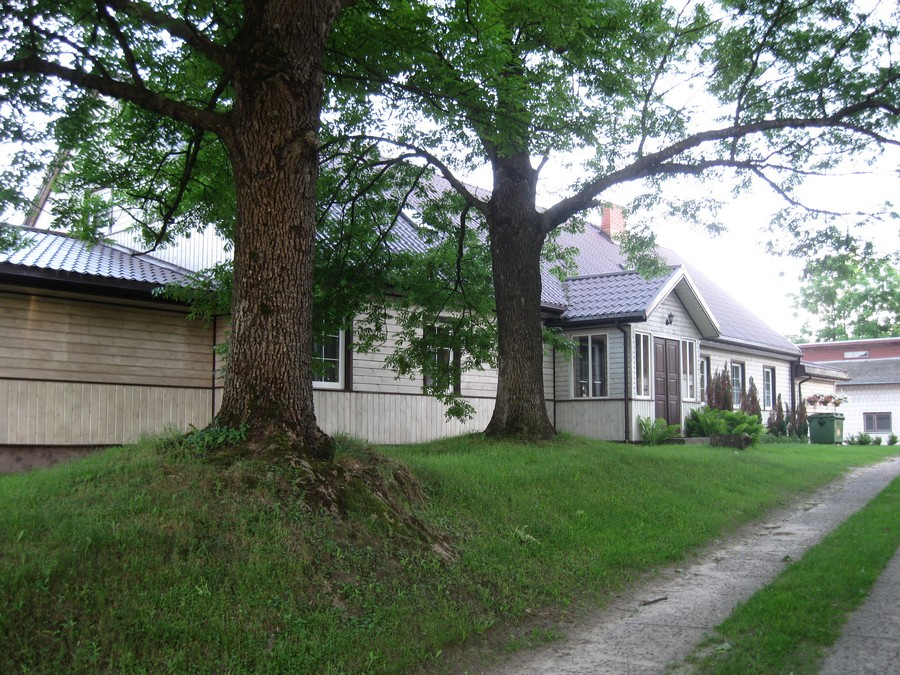
Dawna plebania, obecnie dom pielgrzyma w Juchnowcu

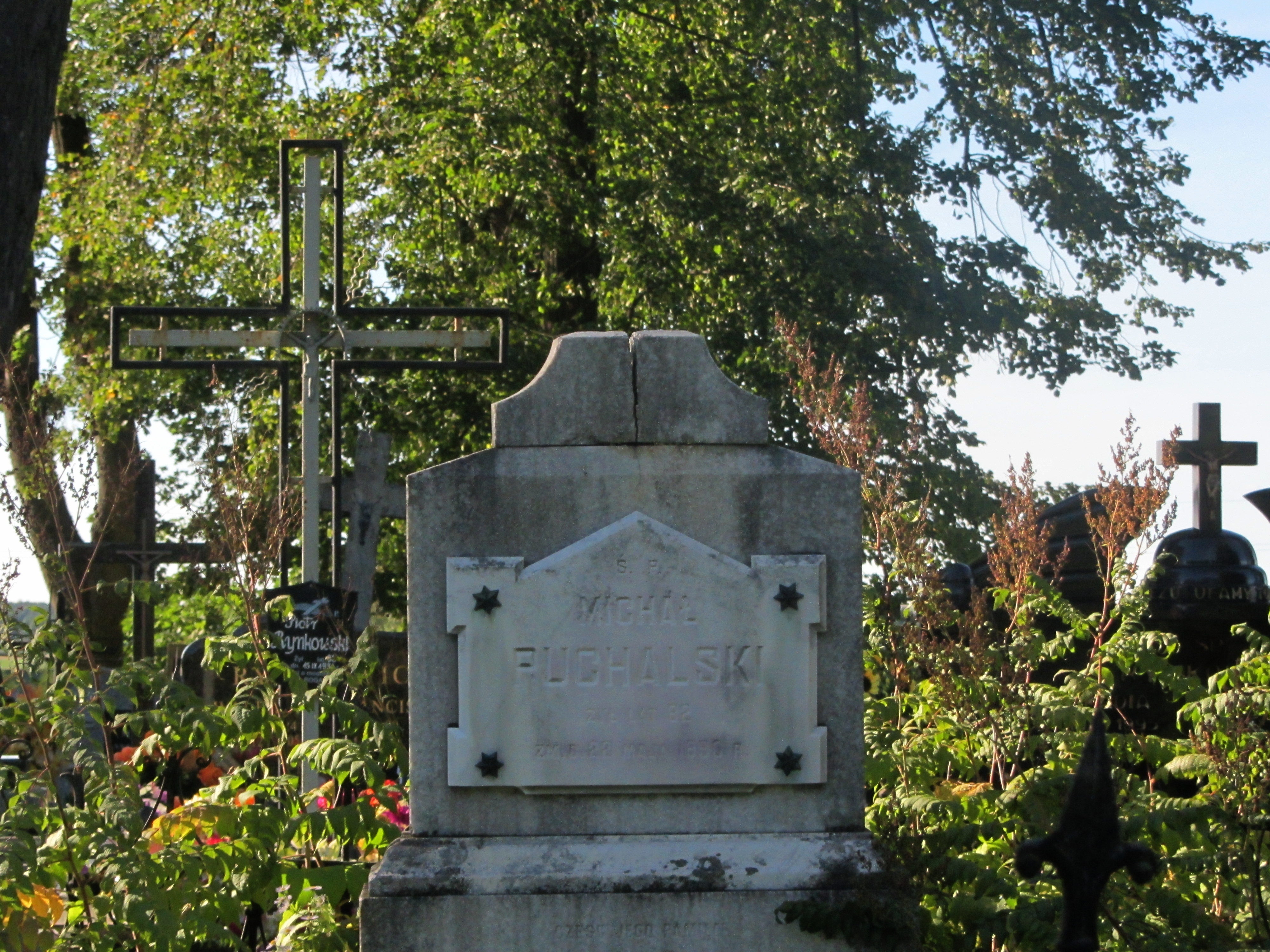
Nagrobki na cmentarzu rzymskokatolickim w Juchnowcu

## Zabytki
- kościół parafialny pod wezwaniem Świętej Trójcy, 1764, 1906, nr rej.: 210 z 20.10.1966
- cmentarz rzym.-kat., XVIII/XIX, nr rej.: A-88 z 28.12.1988[9].
- dwór drewniany konstrukcji zrębowej z początku XIX w. parterowy z narożnymi podcieniami[potrzebny przypis]